# Remember Us: Youth Part 2
Remember Us: Youth Part 2 – czwarty minialbum południowokoreańskiej grupy Day6, wydany 10 grudnia 2018 roku przez JYP Entertainment. Był promowany przez singel „Days Gone By” (kor. 행복했던 날들이었다). Minialbum ukazał się w dwóch edycjach fizycznych („REW” i „FF”) i jednej cyfrowej. Minialbum sprzedał się w liczbie 53 465 egzemplarzy (stan na styczeń 2019 roku).

## Tło i wydanie
Po premierze płyty Shoot Me: Youth Part 1 w czerwcu 2018 roku ogłoszono, że druga część zostanie wydana najprawdopodobniej pod koniec roku. 23 listopada ujawniono, że minialbum zatytułowany Remember Us: Youth Part 2 ukaże się 10 grudnia.
Lista utworów została opublikowana 26 listopada 2018 roku, a dwa dni później ukazały się plakaty z każdym członkiem. Od 29 listopada do 3 grudnia o godzinie 12:00 (KST) publikowane były solowe teasery Sungjina, Jae'a, Young K'a, Wonpila i Dowoona. Obrazy grupy zostały opublikowane 4 grudnia.
Dwa zwiastuny teledysków zostały opublikowane odpowiednio 5 i 6 grudnia. 8 grudnia został udostępniony na YouTube sampler albumu. Płyta ukazała się 10 grudnia wraz z teledyskiem do „Days Gone By” (kor. 행복했던 날들이었다).

## Lista utworów
| CD | CD | CD              | CD                                                                      | CD                                       | CD      |
| Nr | Tytuł utworu                                                                                          | Tekst           | Kompozycja                                                              | Aranżacja                                | Długość |
| -- | --- | --------------- | ----------------------------------------------------------------------- | ---------------------------------------- | ------- |
| 1. | „Apeun gil” (kor. 아픈 길, ang. Hurt Road)                                                            | Young K         | Jae, Sungjin, Young K, Wonpil, Hong Ji-sang                             | Hong Ji-sang                             | 4:09    |
| 2. | „Haengboghaessdeon naldeul-ieossda” (kor. 행복했던 날들이었다, ang. Days gone by)                     | Young K         | Jae, Sungjin, Young K, Wonpil, Hong Ji-sang                             | Hong Ji-sang                             | 3:25    |
| 3. | „Dutong” (kor. 두통, ang. Headache)                                                                   | Young K, Jae    | Jae, Sungjin, Young K, Wonpil, Hong Ji-sang                             | Hong Ji-sang                             | 2:57    |
| 4. | „121U”                                                                                                | Young K         | Jae, Sungjin, Young K, Wonpil, Lee Woo-min 'Collapsedone', Hong Ji-sang | Lee Woo-min 'Collapsedone', Hong Ji-sang | 3:14    |
| 5. | „Wanjeon meosjijanh-a” (kor. 완전 멋지잖아, ang. So Cool)                                             | Young K         | Jae, Sungjin, Young K, Wonpil, Hong Ji-sang                             | Hong Ji-sang                             | 3:05    |
| 6. | „Marathon” (kor. 마라톤)                                                                              | Young K, mr.cho | Young K, Wonpil, mr.cho                                                 | mr.cho                                   | 3:40    |
| 7. | „Beautiful Feeling”                                                                                   | Young K         | Young K, Isaac Hanatomik                                                | Isaac Hanatomik                          | 3:28    |
| 8. | „Haengboghaessdeon naldeul-ieossda” (kor. 행복했던 날들이었다, ang. Days gone by) (Instr.) (tylko CD) |                 | Hong Ji-sang                                                            | Hong Ji-sang                             | 3:25    |

## Notowania
| Lista                   | Najwyższa pozycja |
| ----------------------- | ----------------- |
| Gaon Weekly Album Chart | 3                 |
| Five Music (Tajwan)     | 5                 |
| Billboard World Albums  | 10                |